# William Caxton

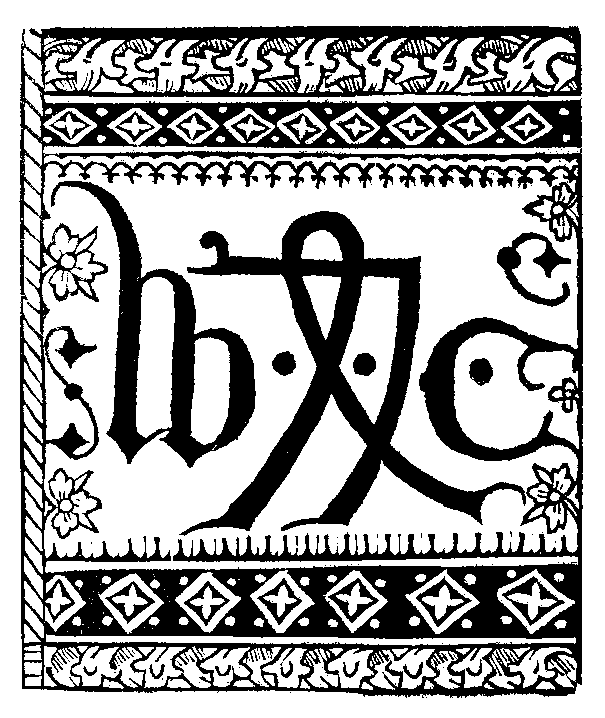
Divisa de William Caxton.

William Caxton (Kent, ca. 1415~1422-Londres, ca. marzo de 1492) fue un mercader, diplomático, impresor y escritor inglés. Caxton llevó la primera imprenta a Inglaterra y fue el primer impresor del país (sus colegas en Londres eran alemanes, neerlandeses o franceses). Imprimió y editó más de cien libros, la mayoría traducciones de obras francesas. Algunas de las más importantes obras impresas por Caxton fueron La muerte de Arturo, de Thomas Malory, y Los cuentos de Canterbury, de Geoffrey Chaucer.

## Primeros años, como comerciante
La fecha exacta de su nacimiento se desconoce. Se sabe que Caxton nació en la campiña de Kent entre 1415 y 1422 y fue a Londres a trabajar. En 1438 se le ubica como aprendiz de comerciante de telas, en el taller de Robert Large, quien sería alcalde de Londres al año siguiente. Large murió en 1441, y en 1446 Caxton se marchó a Brujas, centro principal del comercio europeo de textiles. En Brujas, Caxton progresó en el comercio textil y destacó entre sus compatriotas afincados en el continente. Obtuvo en 1463 el cargo de Gobernador del gremio inglés de comerciantes pacotilleros en los Países Bajos. Hacia 1470, Caxton se encuentra al servicio de Margarita de York, duquesa de Borgoña y hermana del rey de Inglaterra Eduardo IV. Es probable que Caxton fuera el asesor financiero de la duquesa.

## Como impresor
Caxton comenzó a interesarse por la literatura a finales de la década de 1460. En marzo de 1469, Caxton empezó a traducir el libro Recuyell of the Historyes of Troye, de Raoul Le Fèvre. Caxton abandonó la tarea, desanimado por su pobre dominio del francés; pero la reanudó a petición de la duquesa Margarita y terminó la traducción en 1471.

### En Brujas
Caxton cambió de residencia varias veces entre Flandes, los Países Bajos y Alemania. Cuando residía en Colonia, entre 1470 y 1472, Caxton entró en contacto con la naciente industria de la impresión y aprendió el arte de imprimir. Según el propio Caxton, se decidió por aprender a imprimir para evitar el cansancio que sufrían sus ojos y su mano con el arduo trabajo de la traducción.

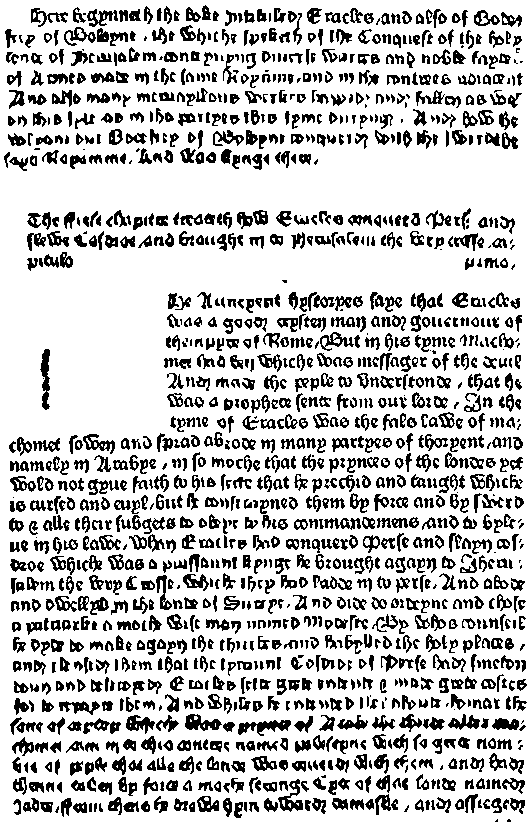
Facsimile de la primera página de Godefrey of Boloyne, impresa por Caxton en Londres, 1481.
----
El prólogo, al comienzo de la página, dice Here begynneth the boke Intituled Eracles, and also Godefrey of Boloyne, the whiche speketh of the Conquest of the holy lande of Jherusalem. El espacio vacío fue por la inserción manual de una letra T iluminada.

Inmediatamente compró una imprenta con dos juegos de tipos móviles, y en 1474 volvió a Brujas a establecer un taller de impresión. Allí, se asoció con Colard Mansion, un afamado copista e ilustrador de códices.  El primer libro impreso por Caxton, al año siguiente, fue la traducción que él mismo realizó del libro Recuyell of the Historyes of Troye. En la misma ciudad, Caxton publicó otros cinco libros, incluyendo la misma obra de Le Fèvre en francés. De los cinco, solamente uno de ellos era en inglés, The game and playe of the chesse, publicado el 31 de marzo de 1475. Este libro era una traducción de dos versiones francesas de De ludo scaccorum, obra del dominico Jacobo de Cessolis, de alrededor del año 1300.

### En Londres
Al regresar a su país en 1476, Caxton fundó una imprenta en los terrenos de la Abadía de Westminster. A partir de entonces, su única ocupación fue el imprimir y editar libros, muchas veces escribiendo los prólogos o epílogos de los mismos. Su primera impresión en Inglaterra fue, al parecer, una Indulgencia otorgada por el abad de Abingdon.
La impresión está fechada el 13 de diciembre de 1476. Al año siguiente, Caxton publicó Dictes or Sayengis of the Philosophres (Dichos de los filósofos, el 18 de noviembre), escrito por el cuñado del rey, Anthony Woodville, Conde de Rivers, quien había hecho la traducción del francés de Guilliaugme de Tignonville. Los Dichos de los filósofos pasaron por ser el primer documento impreso por Caxton en Inglaterra, hasta el descubrimiento de la Indulgencia de 1476. Ese mismo año, Caxton imprimió también una traducción del francés Histoire de Jason, de Raoul Le Fèvre.
La primera edición de Caxton de Los cuentos de Canterbury apareció en 1478. La edición representaba el trabajo más extenso de Caxton hasta el momento, pues constaba de 374 folios. Cinco años más tarde, reeditaría la obra, añadiéndole más de veinte xilografías y con un texto revisado. Aún en 1478, Caxton imprimió otra obra de Chaucer, la versión de este último de De consolatione philosophiae, de Boecio.
El libro más voluminoso que Caxton editó fue La leyenda dorada, en 1483. El libro, de 600.000 palabras y 448 folios impresos a doble columna, era una traducción que el propio Caxton había hecho del texto de Jacobo de Vorágine. La traducción se basaba en una versión francesa de Jean de Vignay, y Caxton se tomó la libertad de añadir las vidas de 25 santos que no estaban incluidas en dicha versión. La obra está generosamente ilustrada, 19 de sus xilografías ocupan una página entera.
La muerte de Arturo fue publicada por Caxton el último día de julio de 1485. El autor, Sir Thomas Malory, había muerto catorce años antes, y Caxton organizó la voluminosa obra de la manera que mejor le pareció, dividiéndola en 21 Libros y 507 capítulos. Además, Caxton hizo una revisión completa del texto, añadiendo rúbricas que describían la acción, al principio y final de cada capítulo.
En su imprenta, Caxton produjo romances caballerescos, trabajos de autores clásicos e historias romanas e inglesas. Los libros que Caxton imprimía eran favorecidos por las clases altas del reino, por lo cual el apoyo financiero que Caxton recibía de la aristocracia y la nobleza era importante, aunque no indispensable.
Caxton murió en 1492, un año después que su esposa Maude. Fue enterrado en St. Margaret, en Westminster. En 2002, la compañía mediática BBC lo incluyó en la lista de los 100 más grandes ciudadanos británicos de todos los tiempos.

## Relación con el idioma inglés
Cuatro quintas partes del material que imprimió están en inglés. Sin embargo, este idioma estaba en un proceso importante de transformación en la época de Caxton, y muchos de los textos que recibía para la impresión estaban escritos en una amplia variedad de estilos y dialectos. Como no era un escritor propiamente dicho, sino más bien un técnico, a menudo se enfrentaba a dilemas de homogeneización del lenguaje en los libros que imprimía. El alsaciano Wynkyn de Worde, su sucesor en la imprenta, tuvo que enfrentarse con los mismos problemas.
Gracias al trabajo realizado con estos textos, se le atribuye gran parte del crédito por haber estandarizado el idioma inglés, pues homogeneizó los textos que originalmente estaban escritos en los muchos dialectos regionales y contribuyó a la expansión del vocabulario a través de la impresión. Caxton comparte este crédito con su colega contemporáneo Richard Pynson, quien era un estilista más completo y tuvo un mayor impacto en la homogeneización del idioma.

## Ediciones selectas
- Game and playe of the chesse, de Jacobo de Cessolis, impreso en 1475 y 1482
- Canterbury tales, de Geoffrey Chaucer, impreso en 1478 y 1483
- The mirror of the world, traducción de Caxton del original Speculum majuas de Vincent de Beauvais, impreso en 1481
- De senectute, De amicitia, de Cicerón, impreso en 1481 (versión inglesa de John Tiptoft)
- Polycronicon, de Ranulph Higden, impreso en 1482 (traducción de John Trevisa)
- The golden legend, de Jacobo de Vorágine.  Traducción de Caxton a partir de una versión francesa de Jean de Vignay, impreso en 1483
- Confessio amantis, de John Gower, impreso en 1483
- Booke of the subtle storyes and fables of Aesop, de Esopo, impreso en 1484 (traducción de Caxton del texto francés de Julien Macho)
- The booke of the order of chivalry, de Ramon Llull, impreso en 1484 (traducción de Caxton a partir de una versión francesa)
- La mort d'Arthur, de Sir Thomas Malory, impreso en 1485
- Faytes of arms and chivalry, de Christine de Pisan, impreso en 1489
- The booke of Eneydos, adaptación de la obra de Virgilio, impreso en 1490